# جون أفيلا
جون أفيلا هو عارض فلبيني، ولد في 1 سبتمبر 1985 في لندن في المملكة المتحدة.